# Tiara (nome)
Tiara  è un nome proprio di persona inglese femminile.

## Origine e diffusione

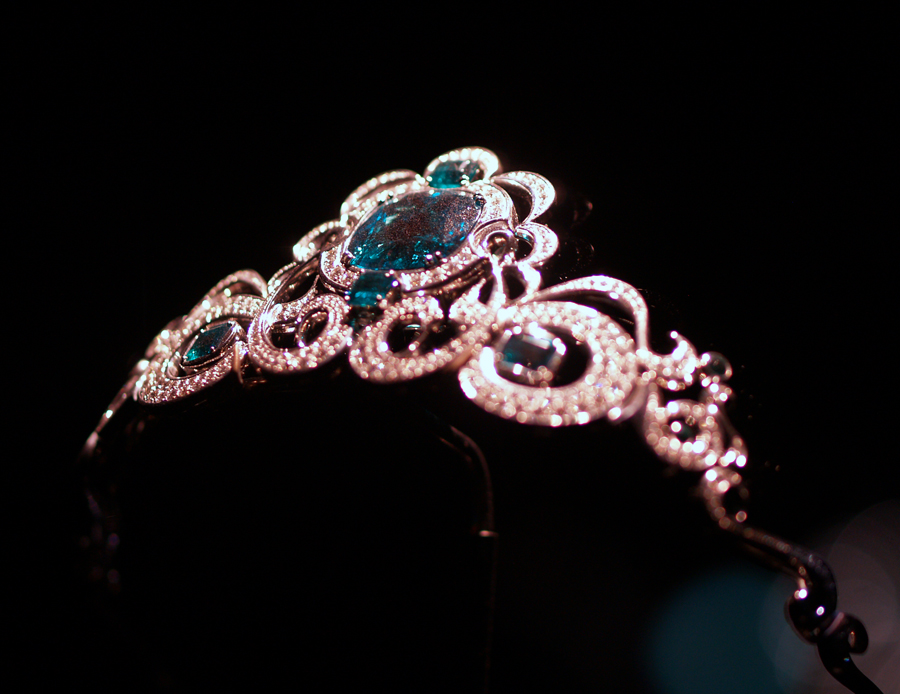
Una tiara di smeraldi e diamanti

Si tratta di un nome moderno, ispirato alla tiara, un tipo di diadema sovente portato dalle principesse nelle fiabe; in misura minore, può anche richiamare la tiara papale. In qualsiasi caso, il termine risale al greco antico τιήρης (tiērēs), che ha origini ignote.

## Onomastico
Il nome è adespota, cioè non è portato da alcuna santa. L'onomastico si può festeggiare quindi ad Ognissanti, il 1º novembre.

## Persone
- Tiara Thomas, cantautrice statunitense

## Il nome nelle arti
- Tiara Turner è un personaggio della sitcom Miss Reality.